# Haltepunkt Solingen Vogelpark
Der Haltepunkt Solingen Vogelpark ist ein Haltepunkt im Westen der bergischen Großstadt Solingen. Der Haltepunkt wurde Ende Januar 1977 eröffnet.

## Lage und Aufbau
Der Haltepunkt Solingen Vogelpark befindet sich im äußersten Westen der Stadt im Ortsteil Ohligs, rund einen Kilometer vor der Stadtgrenze zu Hilden. Er erschließt die in den 1960er und 1970er Jahren entstandenen Wohn- und Gewerbegebiete im Ohligser Westen und befindet sich nur wenige Fahrtminuten vom Solinger Hauptbahnhof entfernt. Namensgeber ist der in ca. 900 m südwestlicher Luftlinienentfernung gelegene Solinger Vogel- und Tierpark.
Der Haltepunkt verfügt über zwei Seitenbahnsteige, die über einen nördlichen Ausgang an die Hildener Straße anschließen, dabei schließen der Bahnsteig in Richtung Düsseldorf über eine Rampe direkt und der in Richtung Solingen Hbf indirekt über eine Treppe zur Nebenstraße Ulmenstraße an. Zwischen diesem Zugang und der Hildener Straße befinden sich Parkplätze. 
Die Seitenbahnsteige besitzen auch beide einen barrierefreien südlichen Ausgang der in die Wohnstraßen Elsässer Straße und Brabantstraße (Bahnsteig Richtung Düsseldorf) bzw. Benrather und Dunkelberger Straße (Bahnsteig Richtung Solingen Hbf) anschließen. In diesem Bereich wird die Eisenbahnstrecke in einem Fußgängertunnel unterführt, sodass beide Bahnsteige erreicht werden können. Bei der Inbetriebnahme des Haltepunktes befand sich hier noch ein Bahnübergang, der aber vor der Betriebsaufnahme des S-Bahn-Verkehrs im Jahr 1980 geschlossen und durch den Fußgängertunnel ersetzt wurde.

## Geschichte
Die Bahnstrecke Hilden – Ohligs-Wald (später Ohligs, dann Solingen-Ohligs, heute Solingen Hbf) wurde am 3. Januar 1894 in Betrieb genommen. Mit der Schließung dieser Lücke entstand eine durchgehende Bahnverbindung zwischen Düsseldorf Hbf über Hilden nach Ohligs-Wald. Im am 3. Januar 1894 eröffneten Abschnitt Hilden – Ohligs-Wald waren zunächst keine Zwischenstationen vorhanden. 
Der Haltepunkt Solingen Vogelpark wurde am 23. Januar 1977 in Betrieb genommen. Er war eine bauliche Vorleistung für den S-Bahn-Betrieb auf der Linie S7 Düsseldorf Flughafen – Düsseldorf Hbf – Hilden – Solingen-Ohligs (heute Solingen Hbf), die am 28. September 1980 in Betrieb ging. 
Zum Fahrplanwechsel am 13. Dezember 2009 wurde das Netz der S-Bahn Rhein-Ruhr überarbeitet. Die S7 entfiel, ihre Aufgaben wurden von zwei anderen S-Bahn-Linien übernommen. Ihr Nordast (Düsseldorf-Flughafen Terminal – Düsseldorf Hbf) fiel der S11 und ihr Südast (Düsseldorf Hbf – Solingen Hbf) fiel der S1 zu. Seitdem wird der Haltepunkt von der Linie S1 bedient.

## Bedienung

### Schienenverkehr
Im Schienenverkehr wird der Haltepunkt von der Linie S 1 mit Fahrzeugen der DB-Baureihe 422 bedient.
| Linie | Verlauf | Takt                                                                            |
| ----- | --- | ------------------------------------------------------------------------------- |
| S 1   | Solingen Hbf – SG-Vogelpark – Hilden Süd – Hilden – D-Eller – D-Eller Mitte – D-Oberbilk – D-Volksgarten – Düsseldorf Hbf – D-Wehrhahn – D-Zoo – D-Derendorf – D-Unterrath – D-Flughafen – Angermund – DU-Rahm – DU-Großenbaum – DU-Buchholz – DU-Schlenk – Duisburg Hbf – MH-Styrum – Mülheim (Ruhr) Hbf – E-Frohnhausen – Essen West – Essen Hbf – E-Steele – E-Steele Ost – E-Eiberg – Wattenscheid-Höntrop – BO-Ehrenfeld – Bochum Hbf – BO-Langendreer West – BO-Langendreer – DO-Kley – DO-Oespel – DO-Universität – DO-Dorstfeld Süd – DO-Dorstfeld – Dortmund Hbf Stand: Fahrplanwechsel Dezember 2023 | 30 min 20 min (Solingen–Duisburg wochentags) 15 min (Essen–Dortmund wochentags) |

### Bus
Von der gleichnamigen Haltestelle, die sich unter der Eisenbahnbrücke über die Hildener Straße befindet, verkehren die folgenden Buslinien der Rheinbahn AG Düsseldorf:
| Linie | Linienverlauf |
| ----- | --- |
| 782   | D-Altstadt, Heinrich-Heine-Allee – Benrather Straße – Steinstraße/Königsallee – Berliner Allee – Bilk, Feuerbachstraße – Uni-Kliniken – Werstener Dorfstraße – ohne Halt über A 46 – Hilden-Nord, Grünewald – Richard-Wagner-Straße – Kleef – Hilden-Mitte, Gabelung – Hilden Süd – Hildorado – Hilden-Ost, Trotzhilden – Solingen-Vogelpark – Solingen Hbf |
| 783   | Hilden-West, Dorotheenviertel – Horster Allee – Kleinhülsen – Hilden , Westseite – Hilden-Mitte, Fritz Gressard-Platz – Am Rathaus – Gabelung – Hilden, Krankenhaus – Hilden-Ost, Trotzhilden – Solingen-Vogelpark – Solingen Hbf |
| 792   | Haan, Robert-Koch-Straße – Haan Markt – Haan, Böttinger Straße – Haan Bf – Haan, Hülsberger Busch – Solingen Vogelpark – Solingen Hbf Fährt ab Haan, Robert-Koch-Straße, weiter als Linie O1 nach Gruiten, Sinterstraße |